# Estadio IAETAC
El Estadio IAETAC es una instalación deportiva localizada en la ciudad de Tecomán, Colima. Cuenta con una capacidad para 13,000 espectadores. Actualmente es utilizado principalmente para los eventos deportivos del Instituto Autónomo de Educación de Tecomán A.C. perteneciente a la Universidad Autónoma de Guadalajara y para otro tipo de actos multitudinarios como conciertos.

## Historia
El estadio fue construido en la década de 1970 como parte de las instalaciones de la universidad anexa. En ese mismo periodo se convirtió en la casa del Atlético Tecomán de la por entonces Tercera División Profesional. En 1983 tras el ascenso del equipo local a la Segunda División el estadio comenzó a posicionarse dentro del circuito del fútbol profesional mexicano.
El Tecomán se mantuvo en el estadio tras el cambio de categorías en 1994 hasta su mudanza al Estadio Víctor Sevilla' a mediados de la década del 2000, sin embargo durante el mes de mayo de 2005 fue cuando el IAETAC saltó a la fama al convertirse en la sede alterna de los Huracanes de Colima de la Primera División 'A' debido al veto indefinido que pesaba sobre el Estadio Colima tras incidentes violentos en un juego contra el equipo de San Luis.
Tras esta situación el estadio se convirtió en una sede de eventos deportivos de la universidad, incluidos partidos de pretemporada del conjunto de los Estudiantes Tecos de la Primera División; también alberga los juegos de fútbol de mayor convocatoria del Atlético Tecomán; eventos culturales y de espectáculos; además de estar como sede alterna ante cualquier posible desplazamiento de los equipos del estado de Colima debido a su cercanía con la Ciudad Capital y con el puerto de Manzanillo.
El IAETAC es el tercer estadio más grande del Estado tras el Olímpico Universitario y el Colima.